# Lamprophthalma meijereana
Lamprophthalma meijereana är en tvåvingeart som först beskrevs av Günther Enderlein 1912.  Lamprophthalma meijereana ingår i släktet Lamprophthalma och familjen bredmunsflugor. Inga underarter finns listade i Catalogue of Life.